# Безоборотний індосамент
Безоборо́тний індосаме́нт, рідше безобіговий індосамент (англ. qualified endorsement; without recourse endorsement) — форма індосаменту, при якій індосант (особа, що робить передатний напис) передає свої права за векселем іншій особі, не беручи на себе відповідальності (або її обмежуючи), що виникає при звичайній формі індосаменту. Навідміну від індосантів, векселедавець позбавлений права такого індосаменту.
Безоборотний індосамент має вузьку сферу застосування (лише вексельний оборот) і характеризується тим, що містить застереження індосанта у формі «без обороту на мене» (також може містити застереження «без відповідальності», «не обертається», «без обігу» або інше рівнозначне застереження), наявність якого в його тексті виключає його із безперервного ряду векселезобов'язаних осіб При цьому таке безоборотне застереження звільнює індосанта від відповідальності за векселем на випадок відмови з боку головного боржника в платежі або в акцепті, а також звільнює від відповідальності як перед своїм безпосереднім індосатом, так і перед усіма наступними.
Застереження учиняється на зворотньому боці векселя та обов'язково підписується. Щоби напис визнався дійсним, банк, куди перераховуються гроші за чеком, повинен визнати його за допомогою власного індосаменту, а також зобов'язаний перевірити послідовність індосаменту, втім за його оформлення відповідальності жодної не несе. У разі, якщо напис «без обороту» стоїть останнім на векселі, то такий вексель до дисконту чи застави у банках не приймається.

## Історія
В Україні поняття безоборотного індосаменту вперше з'являється 26 червня 1929 року у постанові Всеукраїнського центрального виконавчого комітету та Ради народних комісарів Української РСР «Про затвердження положення про векселі» і регулюється статтями 8, 9, 18 та 19:
|            | Векселетримач під час передачі векселя має право помістити в передатному написі застереження «без обороту на мене». Якщо таке застереження буде закреслене, воно вважається знищеним лише у тому випадку, коли про знищення зроблено відмітку за підписом особи, яка вчинила безоборотний напис |
| — Стаття 8 | |

|            | Усі особи, які підписали вексель і зробили на ньому передатний напис, крім осіб, що учинили безоборотний напис, відповідальні перед векселедержателем як солідарні боржники |
| — Стаття 9 | |

|             | Векселетримач, який учинив протест, може вимагати як з векселедавця, так і з індосантів, несплачену вексельну суму з відсотками у розрахунку шість відсотків річних та пеню у розмірі трьох відсотків річних, рахуючи з дня строку платежу до дня виплати. Понад те стягуються пов'язані з протестом витрати |
| — Стаття 18 | |

|             | Вимога зазначених у статті 18 платежів не може бути пред'явлена до того з індосантів, який усунув від себе зворотну відповідальність вказанням перед підписом застереження: «без обороту на мене» |
| — Стаття 19 | |

Навідміну від англо-американського права, в сучасному українському навколо питання щодо механізму зняття з індосанта солідарної відповідальності, яку він зобов'язаний нести разом із векселедавцем, авалістом і платником, точаться постійні дискусії, а деякими фахівцями юридична чинність безоборотного індосаменту взагалі ставиться під сумнів. Так, зокрема, на думку дослідника економічної історії України Анатолія Демівського індосант, що учинив безоборотний індосамент, може зняти з себе відповідальність тільки лише за витрати на опротестування, позов, надсилання повідомлень і ведення пов'язаних з цим облікових операцій. Але зняти з себе повну відповідальність за сплату вексельної суми індосант ні в якому разі не може. Окрім того, на його думку подібний індосамент взагалі знижує довіру до векселя.